# 均田政策
均田政策（きんでんせいさく）とは、江戸時代に行われた土地を平等に分けて均等化する制度・政策。

## 概要
江戸時代前期には早くも富農や商業資本による地主化と農村における貧富の差の激化が問題となっていた。18世紀の儒学者中井履軒は、『均田茅議』を著し、小作人が存在する農村の現状を批判し、均田の実現を唱えた。
最初に均田政策を行ったのは、寛文4年（1664年）の対馬藩である。藩主宗義真と惣下知役大浦成友（権太夫）の地方知行の廃止や領内総検地および全耕地の公領化と並行して実施された。対馬は耕地が少ないにもかかわらず、知行地や寺社領が多すぎ（5割以上を占め）て百姓地が1割しかなかったために、百姓の生活は圧迫されていた。そのため、一旦全ての土地を収公して改めて年貢が負担可能な百姓（「本戸」）を編成するために土地を配分した。
著名なものとして知られているのは、天保13年（1842年）以降の佐賀藩である。佐賀藩は有田などの磁器（伊万里焼）の生産・販売で富裕になった商人・有力農民が多く、彼らによる土地の兼併と中小農民の小作人化が深刻であった。そのため、藩主鍋島直正は天保13年（1842年）にまず小作料（加地子）の10年間猶予（後に期間更新）を行い、弘化2年（1845年）には農商兼営禁止を命じた。嘉永5年（1853年）には一連の改革の先進地域であった有田の皿山代官所管内（有田・伊万里地域を担当）の耕地を収公し、30町歩以上の地主は6町歩、それ未満の地主は旧来の1/4のみを返還し、残った土地を小作人に配分した。文久元年（1861年）には藩全域（地方知行地・支藩・干拓地・開墾地は除く）に適用された。だが、明治維新後、こうした政策を土地制度近代化の妨げになると考えた明治政府は地主層の嘆願もあって、明治5年（1872年）に土地所有を天保以前に復しようとした。このため、政府・地主と旧小作人との間で対立が発生した（加地子地事件・加地子地騒動）。
その他、寛政年間の安濃津藩や天保年間の水戸藩でも試みられたが、反対一揆などによって挫折している。